# چشتیه

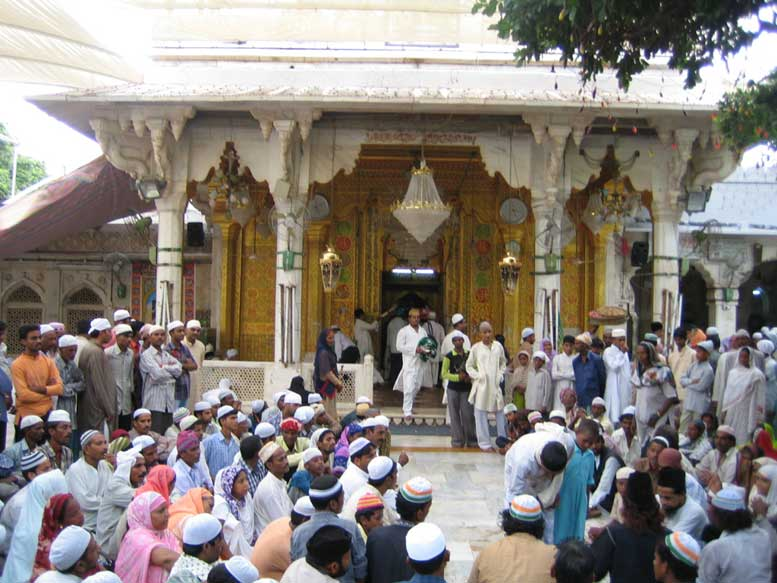
همایش صوفیان هند

چشتیه یکی از سلسله‌های تصوف است که بیشتر در افغانستان و شبه‌قاره هند گسترش داشته‌است.
در افغانستان علاقه خراسان هرات یک دهات بنام چشت شریف است - در پنجم و ششم سده ی هجری چندتن از بزرگان دین در خراسان قصبه چشت یک سلسلهٔ رشد و هدایت را ابتدا کردن این خانقاهی نظام بنامی چشتیه دوام گرفت- بزرگان این شاخه از سلسله چشتیه هستند او از یکی با دیگری خرقه ارادت را گرفتن- این سلسله را یکه بزرگی که به یکه روایتی از ایشیاهی کوچک آمده بود و نامیش ابو اسحاق بود این سلسله چشتیه را ابتدا کرد- به یک دیگر روایتی این بزرگ از علاقه شام تعلق داشت او معروف بنامی ابو اسحاق شامی شد-

## بزرگان تاریخ طریقت چشتیه
در تاریخ این فرقه نام بزرگانی چون خواجه ابو احمد ابدال چشتی (م ۳۵۵)، [برخی از منابع خواجه ابدال چشتی را مؤسس طریقهٔ چشتیه دانسته‌اند و فقط طریقه را به خواجه معین به علت شهرت وی و تبلیغات گستردهٔ او که به سادگی از کنار آن نمی‌توان گذشت، منسوب کرده‌اند؛ و گرنه مؤسس اصلی طریقهٔ چشتیه را همین خواجه ابو احمد ابدال چشتی می‌دانند که در بارهٔ وی نوشته‌اند که: شرف الدین ابو اسحاق شامی، از مشایخ بزرگ صوفیه (اواخر ۳ و اوایل ۴ق.) معروف به خواجهٔ اهل چشت، که جامع میان علوم ظاهر و باطن و در ریاضت ممتاز بود و از شاگردان ممشاد دینوری محسوب می‌شد. پس از بشارت به تولد او، در بارهٔ وی گفته‌است که از وی (خواجه ابدال) خاندان عظیمی ظاهر خواهد شد، ۱۸]، خواجه محمد بن ابی احمد چشتی، پسر خواجه احمد (م ۴۱۱)، خواجه یوسف بن محمد سمعان (م ۴۵۹) ـ خواجه مودود چشتی (م ۵۲۷)، خواجه احمد مودود چشتی (م ۵۹۷ ق)، شیخ احمد چشتی و برادرش خواجه اسماعیل چشتی [که مدفن تمامی این بزرگان واقع در چشت شریف است]، به چشم می‌خورد.

## سلسله طریقت چشتیه
- خواجه ابو اسحاق شامی[۲]
- خواجه ابو احمد ابدال
- خواجه ابو محمد چشتی
- خواجه ابو یوسف چشتی[۳]
- خواجه قطب الدین مودود چشتی[۴]
- خواجه شریف زندنی[۵]
- خواجه عثمان هارونی[۶]
- خواجه معین الدین چشتی اجمیری[۷]
- خواجه قطب الدین بختیار کاکی[۸]
- بابا فرید گنج شکر[۹]
- نظام الدین اولیاء[۱۰]
- نصیرالدین چراغ دهلوی[۱۱]

از خواجه ابواسحاق شامی خرقه ارادت چشتیه به خواجه ابواحمد ابدال رسید و از خواجه ابو احمد ابدال خرقه ارادت به خواجه ابو محمد چشتی رسید بعد ازخواجه ابو محمد چشتی خرقه ارادت به خواجه ابو یوسف چشتی رسید بعد از خواجه ابو یوسف چشتی خرقه ارادت به خواجه قطب الدین مودود چشتی رسید بعد از وفات خواجه قطب الدین مودود چشتی این خرقه به سلسله اولیاء چشتیه هندوستان منتقل شد.

## شجره نسب و طریقت مودودیه
از خواجه قطب الدین مودود چشتی یکه دیگر سلسلهٔ بنام سلسله مودودیه ابتدا شد - این سلسله بزریعه پسری اولاد خواجه قطب الدین مودود چشتی از چشت به طرف بلوچستان آمد به این سلسله خرقهٔ ارادت از خواجه مودود به فرزندش خواجه نجم الدین احمد مشتاق رسید- سلسلهٔ این بزرگانی مودودی به قومای افغان، براهوهی و بلوچ تبلیغی دین داد- این سلسله بنامی مودودیه چشتیه معروف شد.
- سیدخواجه قطب الدین مودود چشتی[۱۲][۱۳]

تولّد ۴۳۰ هجری درگذشت ۵۲۷ هجری بمطابق (تولّد ۱۰۳۸ ء درگذشت ۱۱۴۲ ء) مدفن در چشت هرات افغانستان خواجه قطب الدین مودود چشتی فرزند سید خواجه ابو یوسف ناصرالدین بود خواجه نجم الدین احمد مشتاق فرزند خواجه قطب الدین مودود چشتی بود.
- سیدخواجه نجم الدین احمد مشتاق[۱۶]

تولّد ۵۴۵ هجری درگذشت ۶۳۵ هجری بمطابق (تولّد ۱۰۹۸ ء درگذشت ۱۱۸۱ ء) مدفن در چشت هرات افغانستان سیدخواجه نجم الدین احمد مشتاق مودودی چشتی فرزند سیدخواجه قطب الدین مودود چشتی بود سیدخواجه رکن الدین حسین فرزند سیدخواجه نجم الدین احمد مشتاق بود.
- سید خواجه رکن الدین حسین[۱۷]

تولّد ۴۹۲ هجری درگذشت ۵۷۷ هجری بمطابق (تولّد ۱۱۵۰ ء درگذشت ۱۲۳۷ ء) مدفن در چشت هرات افغانستان سید خواجه رکن الدین حسین
مودودی چشتی فرزند سیدخواجه نجم الدین احمد مشتاق بود سید قدودین خواجه محمد فرزند سید خواجه رکن الدین حسین بود.
- سید خواجه قدودین خواجه محمد[۱۸]

تولّد ۵۸۴ هجری درگذشت ۶۲۴ هجری بمطابق (تولّد ۱۱۸۸ء درگذشت ۱۲۲۶ ء) مدفن در چشت هرات افغانستان سید قدودین خواجه محمد مودودی چشتی فرزند سید خواجه رکن الدین حسین بود سید خواجه قطب دین محمد فرزند سید قدودین خواجه محمد بود.
- سید خواجه قطب دین محمد [۱۹]

تولّد ۶۰۲ هجری درگذشت ۶۸۰ هجری بمطابق (تولّد ۱۲۰۵ ء درگذشت ۱۲۸۸ء) مدفن در چشت هرات افغانستان سیدخواجه قطب دین محمد مودودی چشتی فرزند سید قدودین خواجه محمد بود سیداودالدین خواجه ابواحمد فرزند سیدخواجه قطب دین محمد بود.
- سید اودالدین خواجه ابواحمد [۲۰]

تولّد ۶۳۵ هجری درگذشت ۷۱۰ هجری بمطابق (تولّد ۱۲۳۷ ء درگذشت ۱۳۰۷ء) مدفن در چشت هرات افغانستان سیداودالدین خواجه ابواحمد مودودی چشتی فرزند سید خواجه قطب دین محمد بود سیدتقی الدین خواجه یوسف فرزند سیداودالدین خواجه ابواحمد بود.
- سید تقی الدین خواجه یوسف [۲۱]

تولّد ۶۶۲ هجری درگذشت ۷۴۵هجری بمطابق (تولّد ۱۲۶۳ء درگذشت ۱۳۵۳ء) مدفن در چشت هرات افغانستان سیدتقی الدین خواجه یوسف مودودی چشتی فرزند سیداودالدین خواجه ابواحمد بود سید نصرالدین خواجه ولید فرزند سید تقی الدین خواجه یوسف بود.
- سید نصرالدین خواجه ولید [۲۲]

تولّد ۷۲۷ هجری درگذشت ۸۲۰ هجری بمطابق (تولّد ۱۳۲۶ء درگذشت ۱۴۱۷ء) مدفن در چشت هرات افغانستان سید نصرالدین خواجه ولید مودودی چشتی فرزند سید تقی الدین خواجه یوسف بود فرزندانش:
سید خواجه نقرالدین المعروف شال پیر بابا،
سید خواجه نظام الدین علی، مدفن در دهات منزکی پشین بلوچستان پاکستان-
سید خواجه ابراهیم المعروف پیر یکپاسی مدفن در مستونگ بلوچستان پاکستان بودند.
- سید خواجه نقرالدین المعروف شال پیر بابا [۲۳][۲۴]

دوران حیات ۱۴۲۱ء مدفن در کویته بلوچستان سید خواجه نقرالدین المعروف شال پیر بابا مودودی چشتی فرزند سید نصرالدین خواجه ولید بود سید خواجه ولی کرانی فرزند سید خواجه نقرالدین المعروف شال پیر بابا بود.
- سید خواجه ولی کرانی [۲۵][۲۶]

دوران حیات ۱۴۷۰ء مدفن در قبرستان کرانی کویته بلوچستان سید خواجه ولی کرانی مودودی چشتی فرزند سید خواجه نقرالدین المعروف شال پیر بابا بود سید خواجه میر شهداد دوران حیات ۱۵۱۹ء فرزند سید خواجه ولی کرانی بود مدفن در قبرستان کرانی کویته بلوچستان است.